# Олисов, Борис Александрович
Борис Александрович Олисов — советский военный и научный деятель, доктор технических наук, профессор, генерал-майор итс, лауреат Сталинской премии.

## Биография
Родился 14 ноября 1900 года.
В Рабоче-Крестьянской Красной Армии — с 1932 года.
Занимал ряд инженерных и командных должностей в Рабоче-Крестьянской Красной Армии.
Занимался инженерной работой во время Великой Отечественной войны: старший преподаватель кафедры инженерных конструкций Военно-инженерной академии имени Куйбышева Красной Армии.
После Великой Отечественной войны в звании генерал-майора инженерно-технической службы продолжил службу в Советской Армии и занимался инженерной деятельностью в её рядах: научный сотрудник Института химической физики, начальник кафедры фортификации Военно-инженерной академии имени Куйбышева.
За участие в разработке новейших приборов и методики измерений атомного взрыва был в составе коллектива удостоен Сталинской премии за выдающиеся изобретения и коренные усовершенствования методов производственной работы за 1949 год Указы Президиума Верховного Совета СССР от 29 октября 1949 года.
Умер в Москве в 1963 году.

## Награды
- орден Ленина (04.01.1954)
- орден Красного Знамени (20.04.1953)
- орден Трудового Красного Знамени (29.10.1949)
- орден Красной Звезды (15.12.1944, 06.11.1947, 11.09.1956)